# Störtebecker farkasfalka
A Störtebecker farkasfalka a Kriegsmarine tengeralattjárókból álló, második világháborús támadóegysége volt, amely összehangoltan tevékenykedett 1941. november 5. és 1941. december 2. között az Atlanti-óceán északi részén, Írországtól nyugat-délnyugatra. A Störtebecker farkasfalka 18 búvárhajóból állt, amelyek egy hajót sem süllyesztettek el. A tengeralattjárók nem szenvedtek veszteséget. A farkasfalka Klaus Störtebeker középkori kalózról kapta a nevét.

## A farkasfalka tengeralattjárói
| A hajó száma | Parancsnoka                     | Részvétel kezdete  | Részvétel vége     |
| ------------ | ------------------------------- | ------------------ | ------------------ |
| U–69         | Wilhelm Zahn                    | 1941. november 5.  | 1941. november 19. |
| U–77         | Heinrich Schonder               | 1941. november 5.  | 1941. december 2.  |
| U–85         | Eberhard Greger                 | 1941. november 7.  | 1941. november 2.  |
| U–96         | Heinrich Lehmann-Willenbrock    | 1941. november 5.  | 1941. november 19. |
| U–98         | Robert Gysae                    | 1941. november 5.  | 1941. november 19. |
| U–103        | Werner Winter                   | 1941. november 5.  | 1941. november 7.  |
| U–107        | Günter Hessler                  | 1941. november 5.  | 1941. november 7.  |
| U–123        | Reinhard Hardegen               | 1941. november 16. | 1941. november 18. |
| U–133        | Hermann Hesse                   | 1941. november 7.  | 1941. november 2.  |
| U–201        | Adalbert Schnee                 | 1941. november 5.  | 1941. november 19. |
| U–332        | Johannes Liebe                  | 1941. november 7.  | 1941. november 19. |
| U–372        | Heinz-Joachim Neumann           | 1941. november 16. | 1941. november 19. |
| U–373        | Paul-Karl Loeser                | 1941. november 5.  | 1941. november 16. |
| U–402        | Siegfried Freiherr von Forstner | 1941. november 7.  | 1941. november 19. |
| U–552        | Erich Topp                      | 1941. november 5.  | 1941. november 19. |
| U–567        | Engelbert Endrass               | 1941. november 5.  | 1941. november 24. |
| U–571        | Helmut Möhlmann                 | 11941. november 7. | 1941. november 2.  |
| U–572        | Heinz Hirsacker                 | 1941. november 5.  | 1941. november 19. |
| U–577        | Herbert Schauenburg             | 1941. november 7.  | 1941. november 2.  |